# إجهاض علاجي

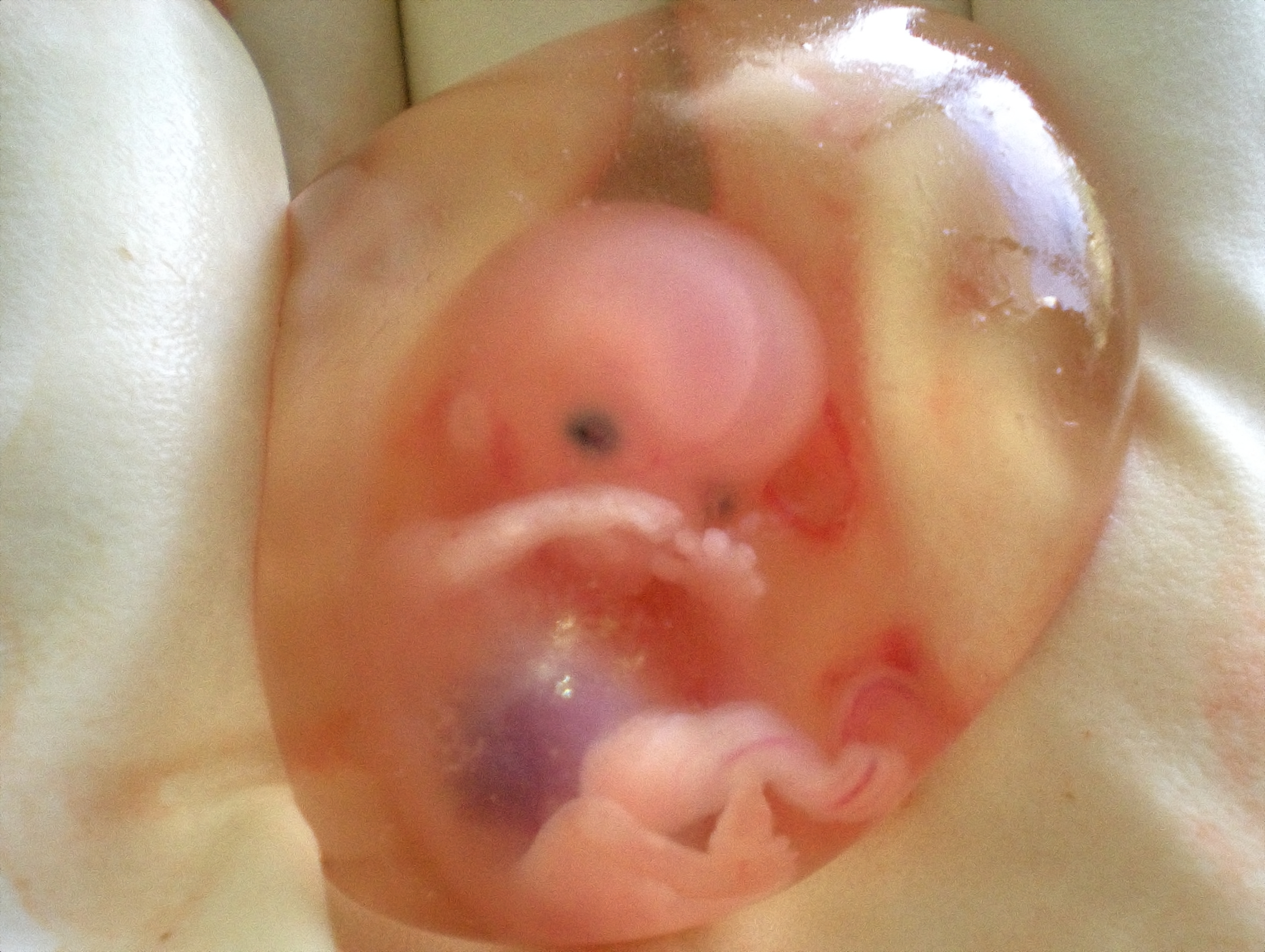

الإجهاض العلاجي هو الإجهاض الناجم عن تشخيص الضرورة الطبية. يتم إجراء عمليات الإجهاض هذه لتجنب خطر حدوث ضرر كبير للأم أو في حالات عدم قابلية الجنين، في العديد من البلدان، يكون الإجهاض العلاجي قانونيًا، بما في ذلك بعض الإجهاضات الاختيارية غير القانونية.

## أصل الكلمة
وفقا لروبرت كوك، فإن كلمة علاجية تعني أنها "تتعلق بالعلاج أو الشفاء" تعني كلمة "الإجهاض" في علم الأحياء "توقف نمو الجنين أو الجهاز في مرحلة مبكرة أكثر أو أقل.

## الوصف
يتم إجراء العديد من عمليات الإجهاض العلاجية اليوم، مع قدر من الجدل بشأن جودة الحياة إذا كان لدى الطفل حالة وراثية يعتقد أنها ستؤدي إلى حياة أقصر من حياة الطفل السليم، ومن بين هذه الحالات: الحالات الشديدة لظروف وراثية معينة، وهي الحالات التي تستتبع عدم قدرة بعض الأجهزة الحيوية مثل القلب أو الكبد على العمل دون دعم مستديم غير قابل الحالات الشديدة من ضعف عقلي عميق، وعدم وجود أجزاء من الدماغ أو أعلى العقل للإصلاح أو الزرع الجراحى، مثل نصفى الكرة المخية أو انعدام الدماغ من بين امور أخرى.
هناك القليل من الأدلة على أن الحمل في طفل معاق هو أكثر خطورة على الأم من ذلك مع الطفل السليم. تشكل جميع حالات الحمل بعض المخاطر على صحة الأم، ولكن من النادر للغاية أن تزيد مشكلة صحة الطفل بشكل كبير من خطورة صحة الأم، في الغالبية العظمى من الحالات، يحدث الحمل مع الأطفال الذين يعانون من تشوهات دون أي مخاطر إضافية  للأم. ومن هنا الجدل حول استخدام مصطلح «الإجهاض العلاجي» كمبرر لإجهاض طفل يعاني من تشوهات.عادة ما تكون الأخطار التي تحدث أثناء الحمل لصحة الأم ناتجة عن بعض الحالات الطبية الأساسية للأم وحدها.
في البلدان المتقدمة في الغرب (مثل معظم البلدان الأوروبية والولايات المتحدة، من بين أمور أخرى)، حالة الرعاية الطبية للنساء الحوامل أو النساء اللواتي يمكن أن يحملن،(الذين يمكنهم الحصول على رعاية معاصرة ميسورة التكلفة ويتم إعطائها في الوقت المناسب). هذه هي الحالات النادرة التي من شأنها أن تشكل تهديدًا لا جدال فيه لحياة الأم، (على سبيل المثال، معظم حالات الحمل خارج الرحم، وسرطان الرحم، وبعض الأسباب الأخرى) يمكن تشخيص هذا في الوقت المناسب بما فيه الكفاية أن يتم إجراء الإجهاض العلاجي الطبي أو الجراحي قبل أن يصبح الوضع غير مستقر طبيا. هذا ليس صحيحًا في المناطق النائية من العالم الثالث (العديد من مناطق آسيا وأفريقيا جنوب الصحراء الكبرى) مع القليل من الوصول إلى الرعاية الطبية المتقدمة، أو في المناطق الاجتماعية أو العلاقية أو العائلية التي تنتهك فيها حق المرأة في الرعاية الطبية الطارئة. كثير من الرموز الأخلاقية الدينية والدينية - حتى تلك التي تعتبر عمليات إجهاض أخرى غير أخلاقية للغاية - تسمح عادة بالإجهاض، بموجب مبدأ التأثير المزدوج حيث تكون الأزمة الطبية نتيجة لظاهرة بيولوجية طبيعية وهي ضرورية للغاية لإنقاذ حياة المرأة. مع ذلك، لا يزال هناك خلاف حول ما يشكل أو لا يشكل مبررًا أخلاقيًا للإجهاض العلاجي غير الاختياري، خاصة فيما يتعلق بالاضطرابات الوراثية أو الإعاقة العقلية. هناك العديد من الحالات التي يتم فيها إجراء عمليات الإجهاض العلاجية التي لا تنطوي على تهديد خطير لحياة المرأة الحامل، والتنقل، أو الصحة البدنية، وهناك العديد من الحالات التي يتم فيها إجراء الإجهاض العلاجي في الحالات التي يكون فيها الجنين أو الجنين قادرين على البقاء خارج جسم الأم. مع أو بدون مساعدة أو ضعف كبير. في بعض المجتمعات المتقدمة، فإن مجرد رغبة المرأة الحامل المعلنة في إنهاء حملها هي المعيار الوحيد الضروري لاعتبار الإجهاض «علاجيًا»، على الرغم من عدم الخلط بين هذا وبين الإجهاض العلاجي بسبب حالة طبية طارئة.

## خلفية تاريخية
في العديد من المجتمعات، لا يمكن للمرأة أن تضم سوى عدد الأطفال الذين تستطيع هي وزوجها توفيره. منذ أن كانت وسائل منع الحمل أول ازدهارها التجاري في القرن العشرين، كان من الصعب على النساء اتخاذ إجراءات وقائية ضد الحمل. في الوقت الحاضر، لا يزال من الصعب على العديد من النساء الحصول على وسائل منع الحمل المناسبة بسبب الوضع الاقتصادي لأنفسهن أو لبلدهن. في الحالات التي تكون فيها المرأة حامل ولكنها لا تستطيع توفيرها للطفل، غالبًا ما يُعتبر من الضروري إجهاض الطفل لإنقاذ الأطفال الآخرين من الجوع. على سبيل المثال، أجريت دراسة في توسكانا بإيطاليا في عام 1427 أظهرت أن عدد الأطفال لكل عائلة كان له ارتباط مباشر مع «المنحنى الاقتصادي وظروف البقاء».
حتى في القرن الواحد والعشرين لا تزال هناك مناطق في العالم في هذا الوضع. صياد البدو الرحل في صحراء كالاهاري في أفريقيا الذين يطلق عليهم اسم البوشمن، لا يمكنهم إنجاب يكون طفلًا آخر حتى يتم فصل الفطيم الأكبر سناً من حليب الأم الخاص به، والذي قد يصل عمره إلى 3 أو 4 سنوات. إذا حملت المرأة "يجب أن تفكر في الطفل الذي لديها بالفعل وتتصرف بسرعة قبل ان يجعلها حبها لطفلها عاجزة عن قتلها ويجبرها على "الانتظار ومراقبة كل من أطفالها يموتون"
قالت باريس إن «الرغبة العالمية بين النساء في السيطرة على المواليد تعبر اليوم، كما هو الحال دائما، عن المعرفة بأن بقاء الطفل يعتمد على القدرة على إعطاء كل طفل ما يحتاجه من أجل نموه الكامل، سواء كان ذلك لبقاء أم، الأسرة، أو مجتمع».